# Partit Liberal (Corea del Sud)
El Partit Liberal (en coreà: 자유당; RR: Jayudang) va ser un partit de dreta corporativista i anticomunista de Corea del Sud establert al 1951 per Syngman Rhee.

## Història
Syngman Rhee, que va ser el President del Govern provisional de la República de Corea entre 1919 i 1925, i posteriorment 1r President de Corea del Sud entre 1948 i 1960, va liderar el país durant la Guerra de Corea amb un posicionament autoritari radicalment anticomunista i proamericà. Així, quan les eleccions presidencials de 1952 s'apropaven, Rhee va fer pública la seva intenció de formar un nou partit durant el seu discurs del 15 d'agost de 1951.
Rhee va confiar en Yi Bum-seok, el llavors ambaixador a la Xina, com a organitzador del partit. Aquest va aprofitar l'estructura i força de l'Associació Nacional i l'Associació Nacional de Joves de Corea, així com d'altres entitats ultranacionalistes vinculades al règim, per formar el nou partit. Aquest va estar influenciat per les idees del conservadorisme tradicionalista, per l'ilminisme (ideologia ultranacionalista i supremacista coreana) i per un profund anticomunisme.
L'oposició al règim de Rhee va anar escalant fins a l'anomenada Revolució d'abril, quan el descobriment del cos d'un estudiant de secundària assassinat per la policia durant les manifestacions contra les eleccions manipulades al març de 1960 van provocar un aixecament a la ciutat de Masan, novament reprimides amb 186 persones assassinades. Com a resultat de l'escàndol i la pèrdua de suport popular, el President Rhee va dimitir el 26 d'abril de 1960, exiliant-se als Estats Units.
Amb la caiguda i exili del dictador, el Partit Liberal va perdre el seu poder, esdevenint un partit minoritari. Amb la creació del Partit Republicà Demòcrata del dictador Park Chung-hee, molts dels quadres i membres liberals van formar-hi part.

## Resultats electorals

### Eleccions Presidencials
| Any      | Candidat     | Vots      | %           | Resultat |
| -------- | ------------ | --------- | ----------- | -------- |
| 1952     | Syngman Rhee | 5,238,769 | 74,62 / 100 | Electe   |
| 1956     | Syngman Rhee | 5,046,437 | 69,99 / 100 | Electe   |
| 1960 (I) | Syngman Rhee | 9,633,376 | 100 / 100   | Electe   |

### Vicepresident
| Any      | Candidat      | Vots      | %           | Resultat |
| -------- | ------------- | --------- | ----------- | -------- |
| 1952     | Lee Beom-seok | 1,815,692 | 25,45 / 100 | Derrota  |
| 1956     | Lee Ki-poong  | 3,805,502 | 44,03 / 100 | Derrota  |
| 1960 (I) | Lee Ki-poong  | 8,337,059 | 79,19 / 100 | Electe   |

### Eleccions Legislatives

#### Cambra de Representants
| Any  | Líder           | Vots      | %     | Escons    | Escons | Escons    | Escons   | Pos. | Govern            |
| Any  | Líder           | Vots      | %     | Circum.   | Llista | Total     | +/–      | Pos. | Govern            |
| ---- | --------------- | --------- | ----- | --------- | ------ | --------- | -------- | ---- | ----------------- |
| 1954 | Syngman Rhee    | 2,756,081 | 36.79 |           |        | 114 / 203 | Nou      | 1r   | Govern            |
| 1958 | Syngman Rhee    | 3,607,092 | 42.07 | 127 / 233 | 13     | Govern    |          | 1r   |                   |
| 1960 | Cho Gyeong-gyu  | 249,960   | 2.75  | 2 / 233   | 125    | 3rd       | Oposició |      |                   |
| 1963 | Chang Taek-sang | 271,820   | 2.92  | 0 / 134   | 0 / 44 | 0 / 175   | 2        | 7è   | Extraparlamentari |
| 1967 | Lee Jae-hak     | 393,448   | 3.62  | 0 / 134   | 0 / 44 | 0 / 175   | =        | 3r   | Extraparlamentari |

#### Cambra de Consellers
| Any  | Líder          | Vots    | %    | Escons | Pos. | Govern   |
| ---- | -------------- | ------- | ---- | ------ | ---- | -------- |
| 1960 | Cho Gyeong-gyu | 653,748 | 6.12 | 4 / 58 | 2n   | Oposició |